# Michael J. McGivney
L'abbé Michael J. McGivney, né le 12 août 1852 à Waterbury (Connecticut) et est mort le 14 août 1890 à New Haven (Connecticut), est un prêtre catholique américain. Il est le fondateur de l'organisation des Chevaliers de Colomb. Il est vénéré comme bienheureux par l'Église catholique, et fêté le 14 août.

## Biographie
Dès 1868, McGivney entame ses études en prêtrise au Séminaire de Saint-Hyacinthe (Québec) pour ensuite retourner aux États-Unis les terminer.
En 1873, le père McGivney entre au Séminaire St. Mary's à Baltimore, au Maryland. Il dut cependant quitter le séminaire et retourner à la maison pour s'occuper de ses frères et sœurs à la suite de la mort de son père. Il retourne finalement au séminaire et est ordonné prêtre le 22 décembre 1877 par l'archevêque James Gibbons à la basilique nationale de l'Assomption de la Bienheureuse Vierge Marie. L'abbé McGivney commence son ministère comme vicaire à Noël 1877 et célèbre sa première messe dans l'église de Ste. Mary, New Haven (Connecticut).
Le 2 février 1882, alors qu'il était assistant pasteur à l'église Saint Mary's à New Haven Connecticut, McGivney fonda l'organisation des Chevaliers de Colomb avec un petit groupe de ses paroissiens. McGivney est mort de tuberculose en 1890 alors qu'il avait seulement trente-huit ans.

## Vénération

### Béatification

#### Enquête sur les vertus
La cause pour la béatification et la canonisation de Michael McGivney débute en 1997 à Hartford. L'enquête diocésaine récoltant les témoignages sur sa vie se clôture en 2001, puis envoyée à Rome pour y être étudiée par la Congrégation pour les causes des saints. 
Après le rapport positif des différentes commissions sur la sainteté de Michael McGivney, le pape Benoît XVI procède, le 15 mars 2008, à la reconnaissance de ses vertus héroïques, lui attribuant ainsi le titre de vénérable.

#### Reconnaissance d'un miracle
En janvier 2015, une jeune femme enceinte du Tennessee découvre au cours d'une échographie que l'enfant qu'elle porte est atteint de trisomie 21 et qu'une mort intra-utérine est certaine. Le père confie son enfant à l'intercession de Michael McGivney. Contre toute attente, l'enfant naît en bonne santé, le 15 mai 2015. 
À la suite des rapports médicaux concluant à aucune explication scientifique, le 26 mai 2020, le pape François reconnaît comme authentique ce miracle attribué à l'intercession de Michael McGivney, et signe le décret permettant sa béatification. Il a été solennellement proclamé bienheureux le 31 octobre 2020, au cours d'une messe célébrée à Hartford.

### Culte
Le bienheureux Michael McGivney est fêté le 14 août. 
Sa tombe est exposée à la vénération des fidèles dans l'église Sant Mary à New Haven.

## Postérité

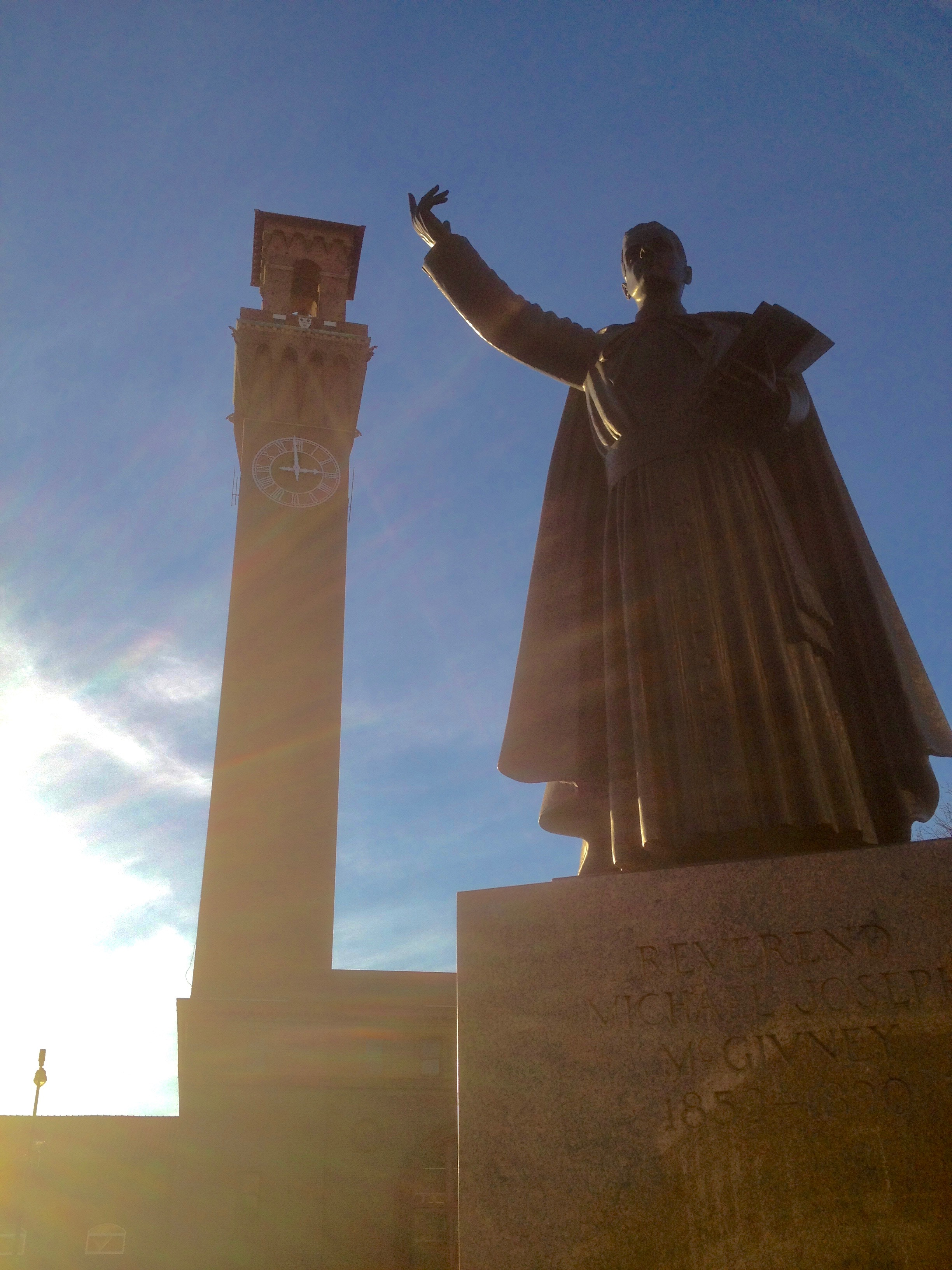
Statue de Michael McGivney à Waterbury

Les Chevaliers de Colomb ont maintenant 1,7 million de familles membres et trente mille groupes. Durant l'an 2004-2005, 134 millions de dollars et 68 millions d'heures de travail ont été donnés en charité par l'ordre. Une biographie par Douglas Brinkley et Julie M. Fenster du père McGivney fut publiée sous le nom anglais de Father Michael McGivney and American Catholicism par William Morrow and Company en 2006.
En son honneur, le York Catholic District School Board, en Ontario, fonda une école nommée Father Michael McGivney Catholic Academy en 1989. Elle est dans la ville de Markham et forme actuellement 1 400 étudiants. The Catholic University of America est actuellement en train de rénover et renommera un de ses bâtiments le McGivney Hall.